# Завадувка (гміна Рейовець)
Завадувка (пол. Zawadówka) — село в Польщі, у гміні Рейовець Холмського повіту Люблінського воєводства.
Населення — 439 осіб (2011).
У 1975-1998 роках село належало до Холмського воєводства.

## Демографія
Демографічна структура станом на 31 березня 2011 року:
|          | Загалом | Допрацездатний вік | Працездатний вік | Постпрацездатний вік |
| -------- | ------- | ------------------ | ---------------- | -------------------- |
| Чоловіки | 205     | 33                 | 148              | 24                   |
| Жінки    | 234     | 39                 | 130              | 65                   |
| Разом    | 439     | 72                 | 278              | 89                   |